# ヤン・スギョン
ヤン・スギョン（漢表示:梁 秀敬、朝鮮語: 양수경、1965年9月23日 - ) は、韓国出身の女性歌手である。

## 来歴
1988年に韓国でデビュー。
1990年代初頭に日本進出を果たし、テレビドラマの主題歌となった「愛されてセレナーデ」がヒットした。
1998年に所属事務所イェダンエンターテインメント（現バナナカルチャー）の社長であるピョン・デユンと結婚し、1999年のアルバム『후애』（後愛）を最後に歌手活動を停止した。
2003年に日本のProject-Tレーベルからアルバム『鳳仙花〜韓国古謡集』とシングル「アリラン／鳳仙花」を発表し、歌手活動を再開。2005年には東芝EMIから昭和10〜20年代の楽曲をカバーしたアルバム『港が見える丘 昭和名曲集』を発売した。
2013年6月4日、夫ピョン・デユンが自殺。
2016年7月6日、オスカー Entから新曲「사랑바보」（愛のバカ）を発表し、歌手活動を再開した。

## ディスコグラフィー（日本盤）

### シングル
- 愛されてセレナーデ (1990年1月18日)
  - フジテレビ「過ぎし日のセレナーデ」主題歌
  - オリコン最高位は29位ながら、100位以内に26週ランクインし、ロングヒットを記録。
  - 第32回日本レコード大賞最優秀歌謡曲新人賞
- 涙の虹を渡れば (1991年5月2日)
  - 日本テレビ「検事・若浦葉子」主題歌
- いつかきっと微笑みへ (1992年5月13日)
  - フジテレビ「ジュニア・愛の関係」主題歌
- 泣きながらほほえみながら愛しながら (1993年7月14日)
  - 日本テレビ「知ってるつもり?!」ED曲
- ふるえる (1996年3月27日)
- どんなKISSも憶えてる (1996年8月7日)
  - NHK「家族注意報!」主題歌
- アリラン／鳳仙花 (2003年7月9日)
  - 韓国民謡を日本語で歌唱したシングル

### アルバム
- ニューベストナウ (1994年10月26日)
- 全曲集 (1995年9月27日)
- どんなKISSも憶えてる (1996年9月19日)
- 鳳仙花〜韓国古謡集 (2003年7月9日)
- 港が見える丘〜昭和名曲集 (2005年4月13日)
- ゴールデン☆ベスト ヤン・スギョン (2011年11月23日)